# Røvær
Røvær ist eine Inselgruppe in der Nordsee, etwa 10 km nordwestlich von Haugesund.
Auf einer Fläche von 1,4 km² leben knapp 100 Einwohner, hinzu kommen saisonale Gäste und Besucher von Røvær Sjøhus und Røvær Kulturhotel. Im Sommer liegen die Temperaturen zwischen 15 und 27 °C, im Winter zwischen −5 und 10 °C.

## Geografie
Zur Inselgruppe zählen neben der Hauptinsel Røvær: Røværsholmen, Urd, Terneholmen, Hillersøy, Ulvøy, Gitterøy, Glåpen, Glette, Indrevær, Bjørkevær, Buholmen. Der höchste Punkt liegt auf dem Bråvarden in 46 moh.

## Geschichte
Am 13. Oktober 1899 ereignete sich ein schwerer Unfall. Auf der Heimfahrt von einer Beerdigung in Haugesund geriet das Boot mit den Männern der Inseln in ein Unwetter und versank, keiner der 30 Bootsinsassen überlebte.
Während des Zweiten Weltkriegs war die Insel von deutschem Militär besetzt.
Das Hiltahaus oberhalb der Schule ist das älteste Haus (ca. 1850) auf der Insel und heute als Museum eingerichtet.

## Wirtschaft und Infrastruktur
Erwerbstätigkeiten sind Landwirtschaft, Fischen, Beschäftigung im Express-Boot-Service, Service in Sjøhus und Hotel, Unterricht an der ortsansässigen Schule, Beschäftigung in der Lachsfarm und auch auf dem Festland.
Die Inseln sind autofrei. Røvær und Urd verbindet eine 1955 gebaute Brücke.
Nach Haugesund und zur Nachbarinsel Feøy gibt es einen Express-Boot-Service.

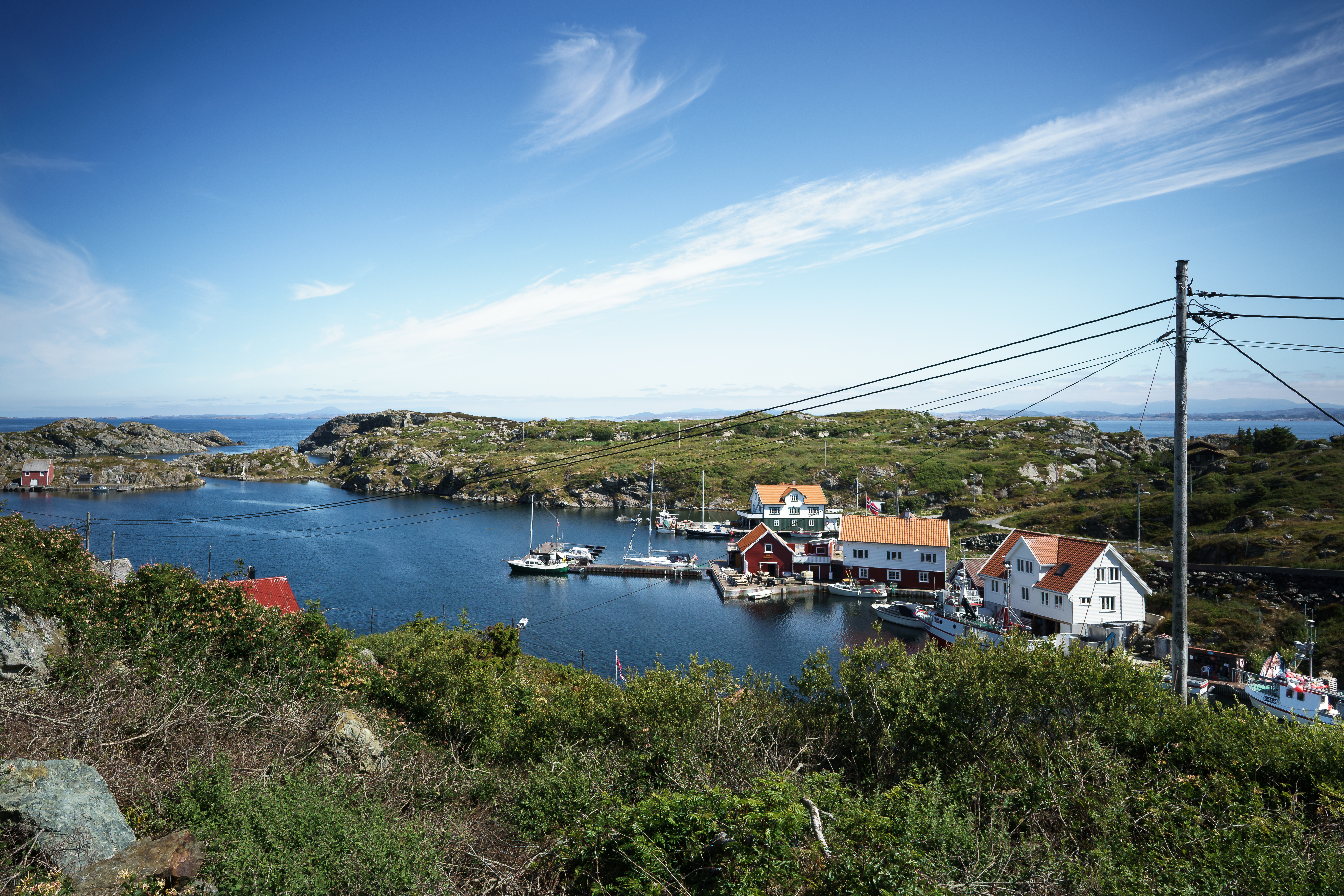
Mjørsund und Suggevågen
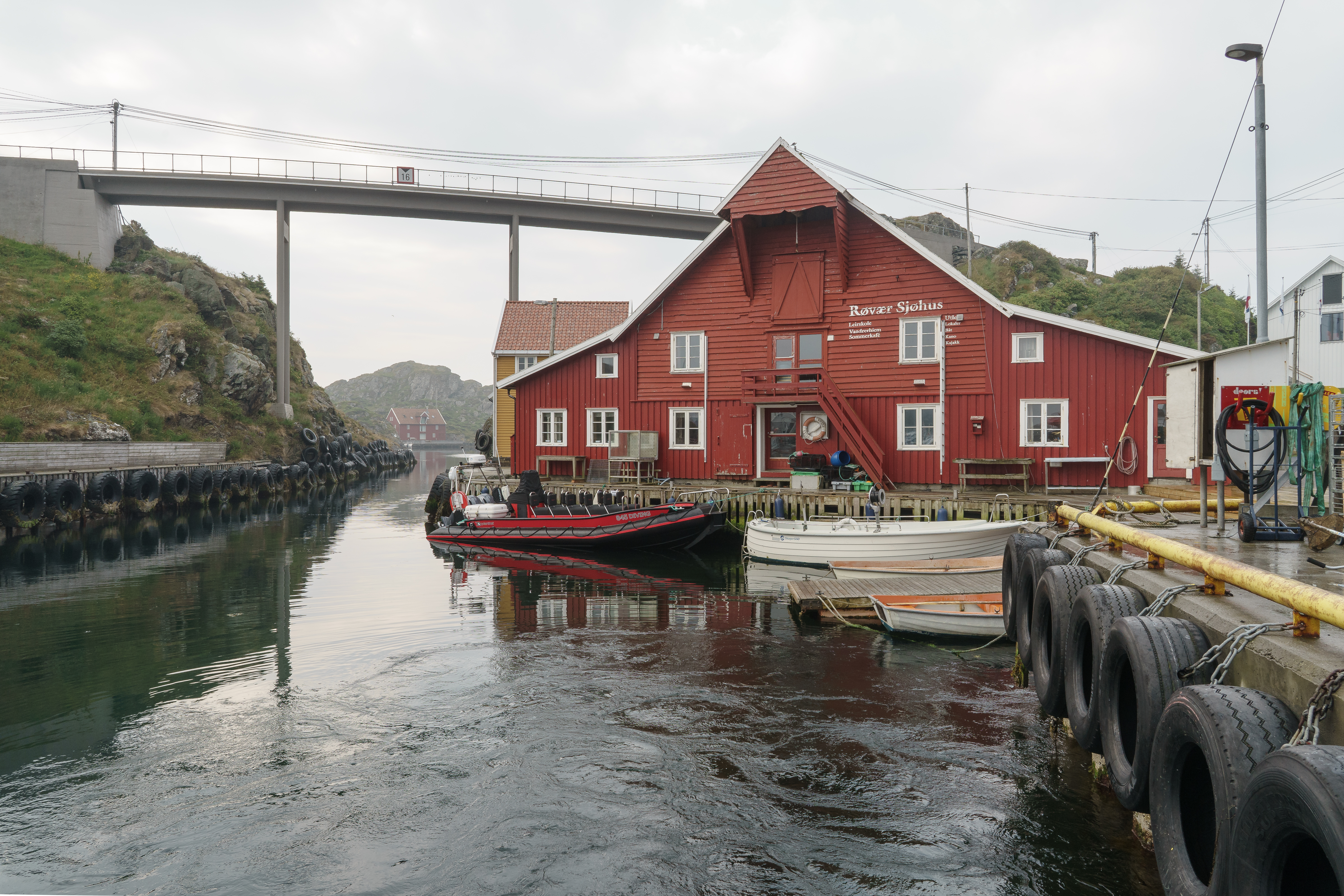
Sjøhus und Kanal
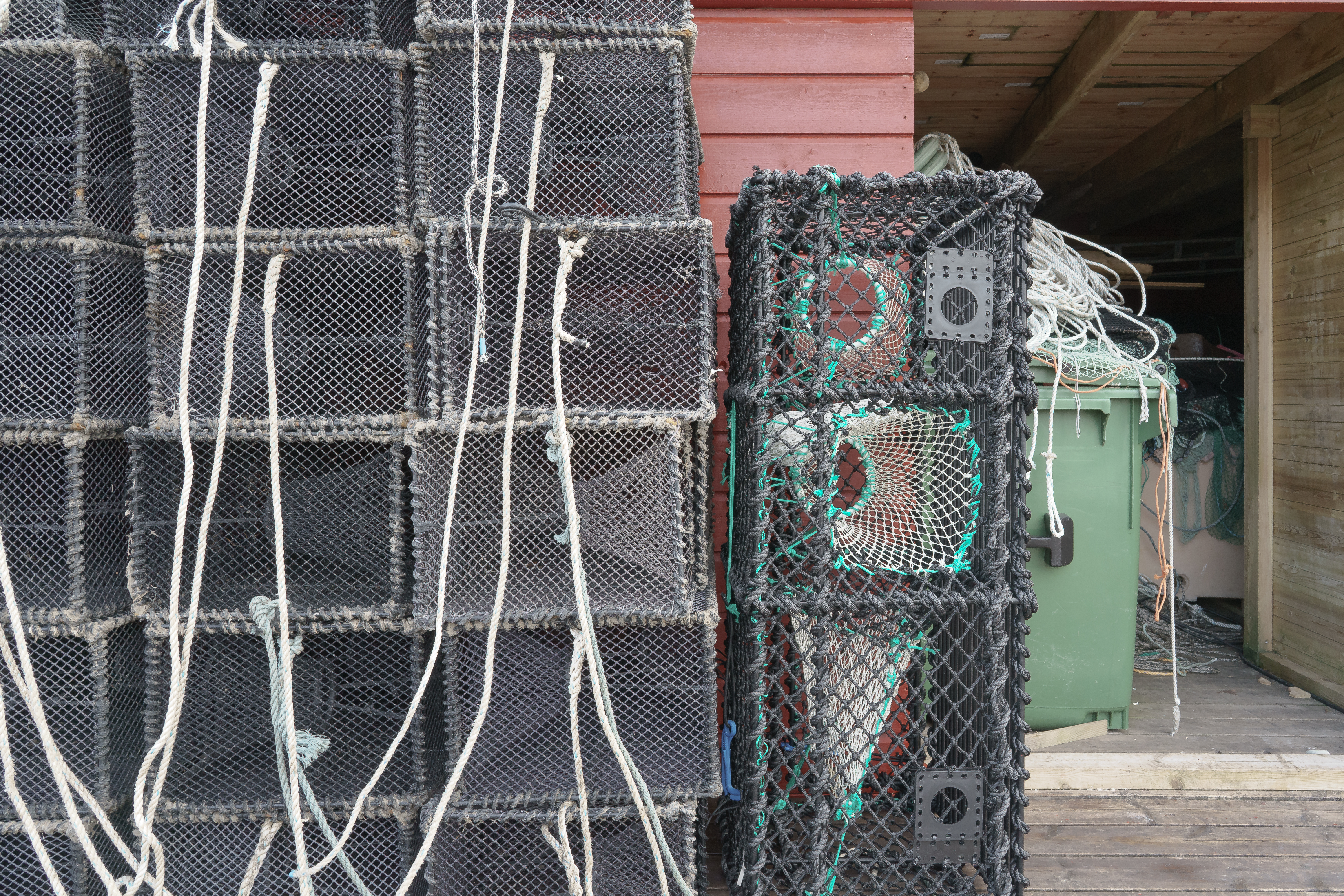
Krabbenreusen
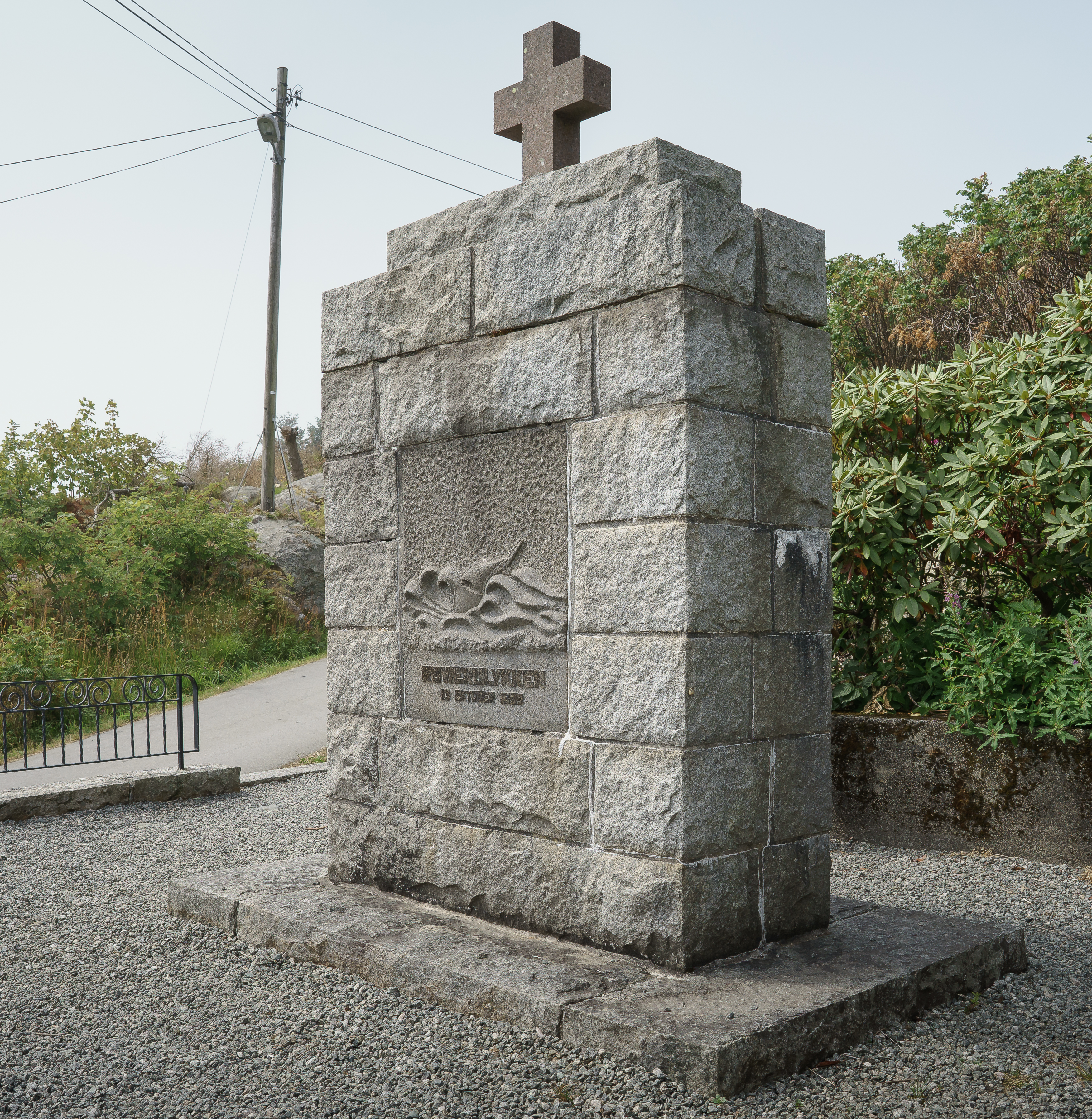
Denkmal zum 13. Oktober 1899
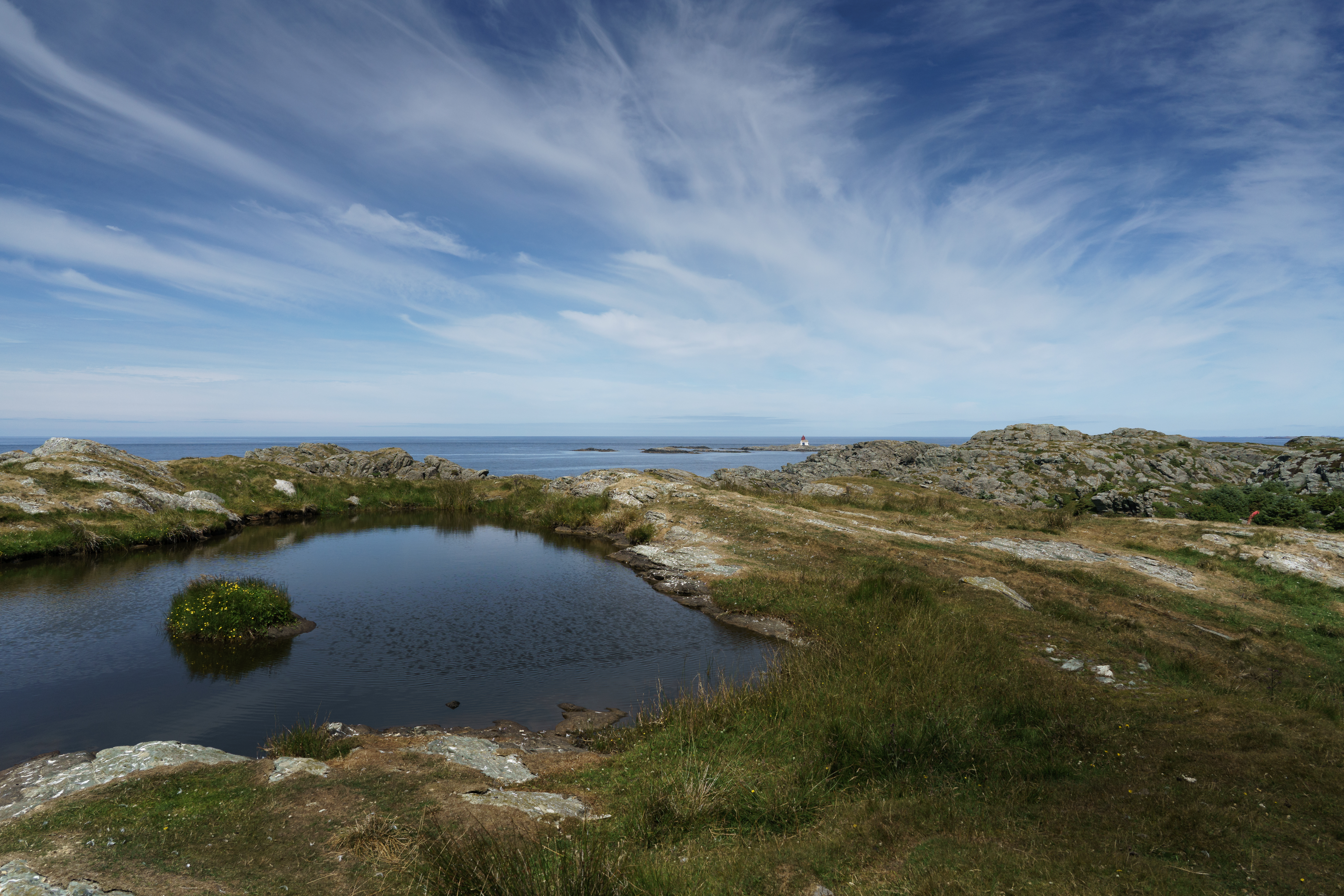
Blick zum Leuchtturm Røværsholmen
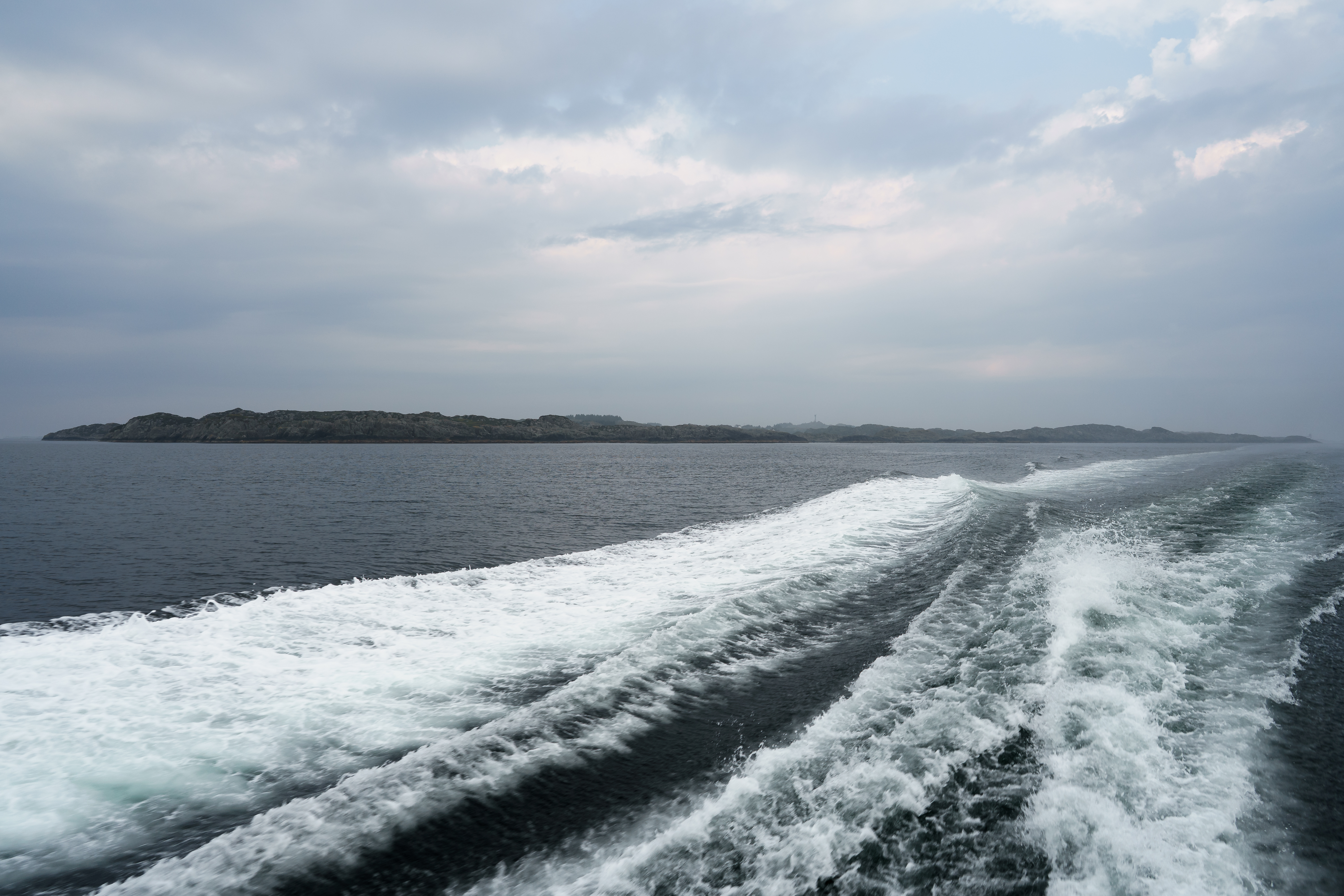
Gesamtansicht